# Ireland-Claisen-omlegging
De Ireland-Claisen-omlegging is een van de verschillende Claisen-omleggingen in de organische chemie. Tijdens de reactie wordt een γ,δ-onverzadigd carbonzuur gevormd uit een allylester en een sterke base (n-butyllithium).